# Pristimantis mondolfii
Eleutherodactylus mondolfii là một loài động vật lưỡng cư trong họ Strabomantidae, thuộc bộ Anura. Loài này được Rivero mô tả khoa học đầu tiên năm 1984.